# Francesco Amendola
Francesco Amendola (Lamezia Terme, 30 marzo 1949) è un politico e sindacalista italiano.

## Biografia
Laureato in pedagogia, è attivo sindacalmente nella CGIL sin dal 1976, impegnato prevalentemente nella categoria edile. Dal 1988 è diventato dirigente provinciale di Catanzaro e regionale della Calabria, segretario generale per l'area Catanzaro-Lamezia.
Impegnato in politica, ha aderito dapprima al Partito Comunista Italiano, poi al PDS e in seguito ai Democratici di Sinistra. Eletto consigliere regionale per i DS in occasione delle elezioni regionali in Calabria del 2000, ha lasciato gli incarichi ricoperti nel sindacato. 
Ricandidato coi DS alle elezioni regionali in Calabria del 2005, risulta il primo dei non eletti nella circoscrizione di Catanzaro.
Alle elezioni politiche del 2006, candidato alla Camera dei deputati per la lista dell'Ulivo è il primo dei non eletti. Il 28 giugno però subentra a Nicola Adamo, che si era dimesso optando per la carica di consigliere regionale. A Montecitorio diventa componente della commissione finanze.
Nel maggio 2008 diventa nuovamente consigliere regionale della Calabria, subentrando a Doris Lo Moro, eletta deputata.
Candidato con il PD alle elezioni regionali in Calabria del 2010, ottiene quasi 2.400 preferenze nella circoscrizione di Catanzaro, senza risultare eletto.